# Ernst Kolb
 (mars 2018).
Si vous disposez d'ouvrages ou d'articles de référence ou si vous connaissez des sites web de qualité traitant du thème abordé ici, merci de compléter l'article en donnant les références utiles à sa vérifiabilité et en les liant à la section « Notes et références ».
Ernst Kolb, né le 22 octobre 1927 à Mannheim et mort le 1er juillet 1993 dans cette même ville, est un artiste allemand du courant de l'art brut.

## Biographie
Le père de Kolb était un cheminot et comme sa mère malade mentale a été gazé par les nazis (appelée euthanasie) en 1940, il a grandi dans une maison d'enfants des chemins de fer sur le Danube. Il avait une sœur qui était également atteinte d'une maladie mentale (schizophrénie), elle a vécu jusqu'en 1974. Adulte, Ernst Kolb est devenu boulanger.
À partir de 1969, il commence à se dessiner, d'abord dans son carnet. Puis en 1978, il perd son emploi en raison d'une allergie et passe plus de temps à dessiner. Ses dessins, qu'il qualifie de "griffonnages", attirent l'attention d'autres artistes qui lui donnent des cours particuliers et lui permettent d'organiser sa première exposition publique en 1985, qui a un succès extraordinaire. L'"original" est devenu un artiste sérieux, un dessinateur obsédé dont les œuvres ont été exposées plusieurs fois et qui a inspiré d'autres artistes à écrire, à dessiner et à modeler.
En 1991, il a subi un accident vasculaire cérébral dont il ne s'est pas remis correctement. Il a vécu pour la dernière fois dans une maison de soins infirmiers, où sa dernière exposition a eu lieu en 1993. En juillet 1993, il mourut d'un cancer gastrique dans un hôpital et fut enterré au cimetière principal de Mannheim.
En décembre 2012, la Collection de l'Art Brut à Lausanne acquiert 26 dessins de Kolbs. 19 ans après sa mort, Ernst Kolb conserve ainsi sa place dans cette importante collection d'art brut.